# Шкала Антониади
Шкала Антониади — используемая астрономами-любителями система категоризации состояния погоды при ночном наблюдении звёздного неба.

## Изобретение

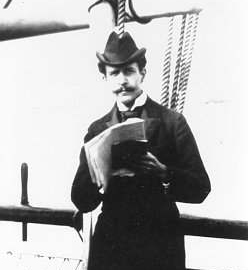
Антониади, Эжен Мишель.

Шкала Антониади была изобретена греческим астрономом Эженом Мишелем Антониади (1870—1944). Большую часть жизни он прожил во Франции, где занимался наблюдением Марса в обсерватории Фламмариона. Позднее он также получил доступ в крупнейшую в то время Парижскую обсерваторию.

## Современное использование
В настоящее время шкала рассматривается в качестве метрической системы астрономии и используется по всему миру.

## Построение шкалы
Шкала предусматривает 5 видов состояния атмосферы. Состояние под номером «I» соответствует наилучшим условиям наблюдения, номер «V» соответствует наихудшим. Состояния можно описать следующим образом:
I. Идеальные условия наблюдения, без дрожания.
II. Лёгкое дрожание изображения, промежутки затишья длятся несколько секунд.
III. Посредственные условия наблюдения: сильное дрожание в воздухе, размывающее изображение.
IV. Плохие условия наблюдения, постоянные волновые искажения изображения, создающие проблемы для наблюдения.
V. Очень плохие условия наблюдения, настолько нестабильные, что практически невозможно сделать даже грубый набросок.
В шкале могут использоваться как римские, так и обычные цифры.